# Dainagon
Dainagon (大納言?), a veces traducido como Gran Consejero, fue un puesto gubernamental en el sistema gubernamental feudal japonés o ritsuryō.
El puesto fue institucionalizado en 702 por el Código Taihō. Los que ocupaban el cargo eran Señores de Tercer Rango. Asistían al Udaijin (Ministro de la Derecha) y al Sadaijin (Ministro de la Izquierda).

## Lista de Dainagon
1. Soga no Hatayasu (672)
2. Kose no Hito (672)
3. Ki no Ushi (672)
4. Ōtomo no Makuta (683)
5. Príncipe Toneri (683)
6. Ōtomo no Miyuki (701)
7. Abe no Miushi (701)
8. Isonokami no Maro (701 - 704)
9. Fujiwara no Fuhito (701 - 708)
10. Ki no Maro (701 - 705)
11. Ōtomo no Yasumaro (705 - 714)
12. Nagaya (718 - 721)
13. Abe no Yadonamaro (718 - 720)
14. Tajihi no Ikemori (721 - 730)
15. Fujiwara no Muchimaro (729 - 734)
16. Ōtomo no Tabito (730 - 731)
17. Tachibana no Moroe (737 - 738)
18. Fujiwara no Toyonari (740 - 749)
19. Kose no Nademaro (749 - 753)
20. Fujiwara no Nakamaro (749 - 757)
21. Ishikawa no Toshitari (758 - 762)
22. Fun'ya no Kiyomi (762 - 764)
23. Fujiwara no Nagate (764 - 766)
24. Príncipe Shirakabe (futuro Emperador Kōnin) (766 - 770)
25. Fujiwara no Matate (766)
26. Kibi no Makibi (766)
27. Yuge no Kiyohito (768 - 770)
28. Ōnakatomi no Kiyomaro (768 - 771)
29. Fun'ya no Ōchi (771 - 777)
30. Fujiwara no Uona (771 - 778)
31. Iso no Kamiyakatsugu (780 - 781)
32. Fujiwara no Tamaro (781)
33. Fujiwara no Korekimi (782 - 783)
34. Fujiwara no Tsugutada (783 - 790)
35. Fujiwara no Oguromaro (790 - 794)
36. Ki no Funemori (791 - 792)
37. Ki no Kosami (796 - 797)
38. Príncipe Kami (796 - 798)
39. Príncipe Ichishi (798 - 805)
40. Fujiwara no Otomo (806 - 807)
41. Fujiwara no Uchimaro (806)
42. Fujiwara no Sonohito (810 - 812)
43. Sakanoue no Tamuramaro (810 - 811)
44. Fujiwara no Fuyutsugu (818 - 821)
45. Fujiwara no Otsugu (821 - 825)
46. Yoshimine no Yasuyo (828 - 830)
47. Fujiwara no Tadamori (828 - 838)
48. Kiyohara no Natsuno (830 - 832)
49. Minamoto no Tokiwa (838 - 840)
50. Fujiwara no Chikanari (840 - 842)
51. Tachibana no Ujikimi (842 - 844)
52. Fujiwara no Yoshifusa (843 - 848)
53. Minamoto no Makoto (848 - 857)
54. Fujiwara no Yoshimi (856 - 857)
55. Abe no Yasuhito (857 - 859)
56. Minamoto no Sadamu (859 - 863)
57. Minamoto no Hiromu (859 - 863)
58. Taira no Takamune (864 - 867)
59. Tomo no Yoshio (864 - 866)
60. Fujiwara no Ujimune (867 - 870)
61. Minamoto no Tōru (870 - 872)
62. Fujiwara no Mototsune (870 - 872)
63. Minamoto no Masaru (872 - 882)
64. Fujiwara no Tsuneyuki (872 - 875)
65. Minabuchi no Toshina (876 - 877)
66. Fujiwara no Yoshiyo (882 - 891)
67. Fujiwara no Fuyuo (882 - 887)
68. Minamoto no Yoshiari (891 - 896)
69. Fujiwara no Tokihira (897 - 899)
70. Fujiwara no Takafuji (899 - 900)
71. Minamoto no Hikaru (899 - 901)
72. Fujiwara no Sadakuni (902 - 906)
73. Fujiwara no Kunitsune (902 - 908)
74. Minamoto no Sadatsune (908)
75. Fujiwara no Tadahira (911 - 914)
76. Minamoto no Tatau (913 - 914)
77. Minamoto no Noboru (914 - 918)
78. Fujiwara no Michiakira (914 - 920)
79. Fujiwara no Sadakata (920 - 924)
80. Fujiwara no Kiyotsura (921 - 930)
81. Fujiwara no Nakahira (927 - 933)
82. Fujiwara no Yasutada (930 - 936)

- Datos: Q1354706